# Баді IV
Баді IV Абу Шиллук (*араб. بادي الرابع; д/н — 1764) — 18-й макк (султан) Сеннару в 1724—1762 роках. Мав прізвисько «Ар-Ґахман» (Викрадач)

## Життєпис
Походив з династії Фунджі. Син макка Нула. 1724 року посів трон. Спочатку значного впливу набув візир Дока, що був доволі здібним та ефективним адміністратором. У 1732/1733 році Баді IV видав наказ, яким звільнив від податків факіха Бішарі, підтверджуючи подібний наказ, наданий його батькові — факіху Алі ібн Бурсі.
1738 року проти нього виступив ефіопський негус Йясу II, але у битві на річці Діндер за підтримки дарфурців Баді IV завдав поразки супротивникові. Захоплені у тому бою образ Христа й частку Животворного Хреста негус був змушений викупити за 8000 унцій золота.
З 1740 року почав створювати військо з рабів нубійців, яке стала відома як Чорні вершники.  1747 року потужне військо під орудою Мухаммада Абу аль-Кайліка (Лікайліка) захопила область Кордофан. Переможець був призначений намісником захопленої області, де відчутно зміцнився. Втім боротьба з  повстаннями місцевої знаті Кордофану тривала до 1753 року.
Протягом 1750-х років проводив політику на зміцнення власної влади, обмежуючи вплив знаті та військовиків. За це звинувачувався у тиранії та отримав своє прізвисько Ар-Ґахман. Місцеві шейхи усіляки протистояли централізаторській політиці.
1762 року повалений сином Насіром за підтримки Мухаммада Абу аль-Кайліка. Втік до Ефіопії, де отримав підтримку раси Мікаела Сехула. За порадою останнього негус Йоас I призначив колишнього макку губернатором Рас аль-Філу, що розташовувався поряд із кордоном з Сеннаром. Утім Баді невдовзі заманили до Сеннару, де спочатку ув'язнили, а 1764 року таємно стратили в Теаві.